# ウーフ
ウーフ（WWOOF：World-Wide Opportunities on Organic Farms 有機農場で働きたい人の意）とは、農業体験と交流のNGOである。1971年にロンドンで設立され、その後多くの国に広まる。また、ウーフにおいて手伝いをする側の人々はウーファー(WWOOFer)と呼ばれる。

## 歴史
WWOOFは"Working Weekends on Organic Farms"の略称であり、1971年にイングランドで始まった。オーガニック運動を支持していたロンドンの女性秘書、スー・コッパードは、都市の住民が田舎と触れ合える機会を作りたいと思っていた。そしてこのアイデアは、バイオダイナミック農法を実践している、サセックスにあるエマーソン大学の農場で働く四人を週末だけ手伝うことから始まった。
これが大成功を遂げ、人々がすぐ週末以外にもボランティアをするようになったため、組織の名前は"Willing Workers on Organic Farms"に改められたが「work」という「働く」という意味の単語がいくつかの国において労働に関する法律や、ウーファーを出稼ぎ労働者と混同し、外国人が地元の職を奪うことに反対していた移民局との問題を引き起こした。これらの問題を抹消するためとウーフィングの認知を世界規模のものにするため、組織の名前は2000年に"World Wide Opportunities on Organic Farms"と再び改められた。しかしいくつかのウーフグループは元の名前を保持している。
1994年に日本でも活動を開始した。
2000年には初の国際ウーフ会議が15ヶ国から代表が集まり開かれた。
会議では以下のことが賛同された。
- ホスト側もウーフィングする側も兼ねて言う「ウーファー」であることが何を意味するかについてのガイドラインを作ること。
- 開発途上国におけるウーフ組織を振興・支援すること。

なお、2006年には札幌で国際会議が開かれた。

## ミッション・ステートメント
ウーフは、世界規模でつながるボランティアと有機農家が、互いへの信用と無報酬に基づいて文化的、教育的な経験をすることにより持続可能なグローバル・コミュニティーをつくることを目的とする。

## 活動している国の数
2015年現在、国際的なウーフの組織がある国の数は60ヶ国であり、さらに、ウーフ・インデペンデンツ組織がある国の数は51ヶ国である。